# 대봉엘에스
대봉엘에스 주식회사(Daebong LS)는 대한민국의 화장품 소재 및 원료 의약품 기업이다.
대부분 원료 중심의 B2B 사업을 하고 있으며 매출 비중은 화장품 원료 60%, 의약품 원료 30%, 어사료는 10%이다.

## 사업장 현황
- 본사: 인천광역시 남동구 능허대로649번길 123
- 제주공장: 제주특별자치도 제주시 첨단로 8길 40 제주산학융합지구 기업연구관 213호
- 화성공장: 경기도 화성시 서신면 전곡산단8길 41

## 같이 보기
- 피엔케이피부임상연구센타